# Linda G. Alvarado
Linda G. Alvarado (n. 1951) es una empresaria estadounidense presidente y directora ejecutiva de Alvarado Construction, Inc., una firma dedicada a la construcción con sede en Denver, Colorado. Además es presidente de la empresa restaurantera Palo Alto, Inc., copropietaria del equipo de béisbol Colorado Rockies y pertenece al consejo directivo de 3M. En 2003, fue admitida en el National Women's Hall of Fame.

## Biografía
Linda nació en Albuquerque, Nuevo México en 1952 y fue la única hija mujer de Luther Martínez y Lilly Sandoval. Su familia era de escasos recursos y muy aficionada a las prácticas deportivas. Por su desempeñó académico obtuvo una beca para realizar sus estudios universitarios en el Pomona College, donde obtuvo una licenciatura en Economía en 1973. Después de graduarse y ante las dificultades para encontrar un buen empleo, solicitó un préstamo a sus padres y con ese dinero inició Alvarado Construction Inc. en 1976, una empresa de construcción, ramo en su mayoría dominado por los hombres. Desde entonces, la empresa se ha hecho cargo de la construcción de grandes obras, tales como: el Centro de Convenciones de Colorado y el Aeropuerto Internacional de Denver. También ha sido directora corporativa de 3M, Pepsi Bottling Group, Pitney Bowes Inc., Cyprus Amex Minerals, Lennox International y de Qwest Corporation. Desde Pitney Bowes, compañía restaurantera, maneja docenas de franquicias tipo Kentucky Fried Chicken, Pizza Hut y Taco Bell.
Alvarado adquirió una parte de las acciones del equipo de béisbol Colorado Rockies en 1993, haciendo un lado los estereotipos, se convirtió en la primera mujer copropietaria de un equipo de Grandes Ligas. En 2001, fue la persona de origen hispano que logró conseguir más puestos en juntas directivas dentro de las mil empresas señaladas como más importantes según Fortune.